# Knight for a Day
Knight for a Day är Lapdogs debut EP, utgiven 1995 på Ampersand Records.

## Låtlista
1. "Solitary Efforts"
2. "Institutions"
3. "Knight for a Day"
4. "Wave at Me"
5. "Dismal Times"
6. "Pressure"
7. "Unarmed"
8. "Someone Special"

### Fotnoter
1. ↑  ”Lapdog”. Svensk mediedatabas. http://smdb.kb.se/catalog/search?q=lapdog&x=0&y=0. Läst 4 april 2012.